# Włodzimierz (powiat łaski)
Włodzimierz – wieś w Polsce położona w województwie łódzkim, w powiecie łaskim, w gminie Wodzierady.
| SIMC    | Nazwa         | Rodzaj    |
| ------- | ------------- | --------- |
| 0719352 | Kazimierz     | część wsi |
| 0719346 | Włodzimierzyk | część wsi |

Miejscowość położona jest na Wysoczyźnie Łaskiej.
W latach 1975–1998 miejscowość należała administracyjnie do województwa sieradzkiego.